# Psila merdaria
Psila merdaria är en tvåvingeart som beskrevs av Collin 1944. Psila merdaria ingår i släktet Psila och familjen rotflugor. Arten är reproducerande i Sverige. Inga underarter finns listade i Catalogue of Life.